# Eleições legislativas portuguesas de 1985 no distrito de Braga
| Eleições legislativas portuguesas de 1985 Distritos: Aveiro \| Beja \| Braga \| Bragança \| Castelo Branco \| Coimbra \| Évora \| Faro \| Guarda \| Leiria \| Lisboa \| Portalegre \| Porto \| Santarém \| Setúbal \| Viana do Castelo \| Vila Real \| Viseu \| Açores \| Madeira \| Estrangeiro |

## Resultados por Concelho
Os resultados nos concelhos do Distrito de Braga foram os seguintes:

### Amares
| Partido                 | Partido                       | Votos  | %               | +/-   |
| ----------------------- | ----------------------------- | ------ | --------------- | ----- |
|                         | Partido Social Democrata      | 3 559  | 38,02 / 100,00  | 6,19  |
|                         | Centro Democrático Social     | 2 003  | 21,40 / 100,00  | 6,44  |
|                         | Partido Socialista            | 1 844  | 19,70 / 100,00  | 10,97 |
|                         | Partido Renovador Democrático | 993    | 10,61 / 100,00  | Novo  |
|                         | Aliança Povo Unido            | 353    | 3,77 / 100,00   | 0,54  |
|                         | Partido da Democracia Cristã  | 108    | 1,15 / 100,00   | 0,06  |
|                         | Outros                        | 205    | 2,20 / 100,00   |       |
| Votos Inválidos         | Votos Inválidos               | 295    | 3,16 / 100,00   | 0,47  |
| Total                   | Total                         | 9 360  | 100,00 / 100,00 |       |
| Eleitorado/Participação | Eleitorado/Participação       | 12 072 | 77,53 / 100,00  | 3,48  |

### Barcelos
| Partido                 | Partido                       | Votos  | %               | +/-   |
| ----------------------- | ----------------------------- | ------ | --------------- | ----- |
|                         | Partido Social Democrata      | 26 563 | 45,44 / 100,00  | 4,26  |
|                         | Partido Socialista            | 10 697 | 18,30 / 100,00  | 12,86 |
|                         | Centro Democrático Social     | 7 691  | 13,16 / 100,00  | 2,48  |
|                         | Partido Renovador Democrático | 6 657  | 11,39 / 100,00  | Novo  |
|                         | Aliança Povo Unido            | 3 378  | 5,78 / 100,00   | 0,10  |
|                         | União Democrática Popular     | 615    | 1,05 / 100,00   | 0,29  |
|                         | Outros                        | 1 406  | 2,41 / 100,00   |       |
| Votos Inválidos         | Votos Inválidos               | 1 447  | 2,48 / 100,00   | 0,02  |
| Total                   | Total                         | 58 454 | 100,00 / 100,00 |       |
| Eleitorado/Participação | Eleitorado/Participação       | 72 022 | 81,16 / 100,00  | 2,81  |

### Braga
| Partido                 | Partido                       | Votos  | %               | +/-   |
| ----------------------- | ----------------------------- | ------ | --------------- | ----- |
|                         | Partido Social Democrata      | 19 775 | 26,37 / 100,00  | 5,74  |
|                         | Partido Socialista            | 16 246 | 21,67 / 100,00  | 20,93 |
|                         | Partido Renovador Democrático | 14 964 | 19,96 / 100,00  | Novo  |
|                         | Aliança Povo Unido            | 10 192 | 13,59 / 100,00  | 0,66  |
|                         | Centro Democrático Social     | 9 196  | 12,26 / 100,00  | 4,23  |
|                         | Outros                        | 2 322  | 3,10 / 100,00   |       |
| Votos Inválidos         | Votos Inválidos               | 2 289  | 3,05 / 100,00   | 0,34  |
| Total                   | Total                         | 74 984 | 100,00 / 100,00 |       |
| Eleitorado/Participação | Eleitorado/Participação       | 94 913 | 79,00 / 100,00  | 3,55  |

### Cabeceiras de Basto
| Partido                 | Partido                       | Votos  | %               | +/-   |
| ----------------------- | ----------------------------- | ------ | --------------- | ----- |
|                         | Partido Social Democrata      | 3 766  | 38,37 / 100,00  | 3,45  |
|                         | Partido Socialista            | 2 888  | 29,42 / 100,00  | 10,13 |
|                         | Centro Democrático Social     | 1 222  | 12,45 / 100,00  | 5,17  |
|                         | Partido Renovador Democrático | 1 077  | 10,97 / 100,00  | Novo  |
|                         | Aliança Povo Unido            | 239    | 2,43 / 100,00   | 0,08  |
|                         | Partido da Democracia Cristã  | 119    | 1,21 / 100,00   | 0,18  |
|                         | Outros                        | 244    | 2,49 / 100,00   |       |
| Votos Inválidos         | Votos Inválidos               | 261    | 2,66 / 100,00   | 0,58  |
| Total                   | Total                         | 9 816  | 100,00 / 100,00 |       |
| Eleitorado/Participação | Eleitorado/Participação       | 13 336 | 73,61 / 100,00  | 3,64  |

### Celorico de Basto
| Partido                 | Partido                       | Votos  | %               | +/-   |
| ----------------------- | ----------------------------- | ------ | --------------- | ----- |
|                         | Partido Social Democrata      | 3 559  | 31,33 / 100,00  | 5,45  |
|                         | Centro Democrático Social     | 3 099  | 27,28 / 100,00  | 7,67  |
|                         | Partido Socialista            | 1 873  | 16,49 / 100,00  | 11,59 |
|                         | Partido Renovador Democrático | 1 526  | 13,43 / 100,00  | Novo  |
|                         | Aliança Povo Unido            | 392    | 3,45 / 100,00   | 0,14  |
|                         | Partido da Democracia Cristã  | 134    | 1,18 / 100,00   | 0,14  |
|                         | Outros                        | 321    | 2,83 / 100,00   |       |
| Votos Inválidos         | Votos Inválidos               | 457    | 4,02 / 100,00   | 0,79  |
| Total                   | Total                         | 11 361 | 100,00 / 100,00 |       |
| Eleitorado/Participação | Eleitorado/Participação       | 16 165 | 70,28 / 100,00  | 3,84  |

### Esposende
| Partido                 | Partido                       | Votos  | %               | +/-   |
| ----------------------- | ----------------------------- | ------ | --------------- | ----- |
|                         | Partido Social Democrata      | 6 191  | 40,02 / 100,00  | 9,28  |
|                         | Centro Democrático Social     | 3 555  | 22,98 / 100,00  | 9,05  |
|                         | Partido Socialista            | 2 143  | 13,85 / 100,00  | 11,47 |
|                         | Partido Renovador Democrático | 1 725  | 11,15 / 100,00  | Novo  |
|                         | Aliança Povo Unido            | 920    | 5,95 / 100,00   | 0,32  |
|                         | Partido da Democracia Cristã  | 185    | 1,20 / 100,00   | 0,09  |
|                         | Outros                        | 275    | 1,77 / 100,00   |       |
| Votos Inválidos         | Votos Inválidos               | 477    | 3,09 / 100,00   | 0,31  |
| Total                   | Total                         | 15 471 | 100,00 / 100,00 |       |
| Eleitorado/Participação | Eleitorado/Participação       | 19 877 | 77,83 / 100,00  | 2,66  |

### Fafe
| Partido                 | Partido                       | Votos  | %               | +/-   |
| ----------------------- | ----------------------------- | ------ | --------------- | ----- |
|                         | Partido Social Democrata      | 8 229  | 32,20 / 100,00  | 5,24  |
|                         | Partido Socialista            | 7 572  | 29,63 / 100,00  | 15,75 |
|                         | Partido Renovador Democrático | 3 688  | 14,43 / 100,00  | Novo  |
|                         | Centro Democrático Social     | 2 437  | 9,54 / 100,00   | 4,24  |
|                         | Aliança Povo Unido            | 1 868  | 7,31 / 100,00   | 0,08  |
|                         | Outros                        | 931    | 3,63 / 100,00   |       |
| Votos Inválidos         | Votos Inválidos               | 833    | 3,26 / 100,00   | 0,28  |
| Total                   | Total                         | 25 558 | 100,00 / 100,00 |       |
| Eleitorado/Participação | Eleitorado/Participação       | 33 626 | 76,01 / 100,00  | 2,50  |

### Guimarães
| Partido                 | Partido                       | Votos  | %               | +/-   |
| ----------------------- | ----------------------------- | ------ | --------------- | ----- |
|                         | Partido Socialista            | 18 346 | 23,29 / 100,00  | 24,37 |
|                         | Partido Social Democrata      | 18 297 | 23,23 / 100,00  | 5,95  |
|                         | Partido Renovador Democrático | 17 868 | 22,69 / 100,00  | Novo  |
|                         | Centro Democrático Social     | 9 784  | 12,42 / 100,00  | 3,86  |
|                         | Aliança Povo Unido            | 9 567  | 12,15 / 100,00  | 0,39  |
|                         | Outros                        | 2 600  | 3,30 / 100,00   |       |
| Votos Inválidos         | Votos Inválidos               | 2 297  | 2,92 / 100,00   | 0,40  |
| Total                   | Total                         | 78 759 | 100,00 / 100,00 |       |
| Eleitorado/Participação | Eleitorado/Participação       | 97 027 | 81,17 / 100,00  | 3,68  |

### Póvoa de Lanhoso
| Partido                 | Partido                       | Votos  | %               | +/-   |
| ----------------------- | ----------------------------- | ------ | --------------- | ----- |
|                         | Partido Social Democrata      | 4 943  | 43,77 / 100,00  | 6,00  |
|                         | Partido Socialista            | 2 445  | 21,65 / 100,00  | 13,13 |
|                         | Centro Democrático Social     | 1 591  | 14,09 / 100,00  | 2,78  |
|                         | Partido Renovador Democrático | 1 023  | 9,06 / 100,00   | Novo  |
|                         | Aliança Povo Unido            | 479    | 4,24 / 100,00   | 0,82  |
|                         | Outros                        | 422    | 3,74 / 100,00   |       |
| Votos Inválidos         | Votos Inválidos               | 391    | 3,46 / 100,00   | 0,46  |
| Total                   | Total                         | 11 294 | 100,00 / 100,00 |       |
| Eleitorado/Participação | Eleitorado/Participação       | 14 980 | 75,39 / 100,00  | 4,32  |

### Terras de Bouro
| Partido                 | Partido                           | Votos | %               | +/-  |
| ----------------------- | --------------------------------- | ----- | --------------- | ---- |
|                         | Partido Social Democrata          | 2 739 | 48,76 / 100,00  | 1,44 |
|                         | Partido Socialista                | 875   | 15,58 / 100,00  | 7,92 |
|                         | Centro Democrático Social         | 761   | 13,55 / 100,00  | 0,08 |
|                         | Partido Renovador Democrático     | 579   | 10,31 / 100,00  | Novo |
|                         | Aliança Povo Unido                | 285   | 5,07 / 100,00   | 0,18 |
|                         | Partido da Democracia Cristã      | 77    | 1,37 / 100,00   | 0,32 |
|                         | Partido Socialista Revolucionário | 56    | 1,00 / 100,00   | 0,35 |
|                         | Outros                            | 98    | 1,75 / 100,00   |      |
| Votos Inválidos         | Votos Inválidos                   | 147   | 2,62 / 100,00   | 0,28 |
| Total                   | Total                             | 5 617 | 100,00 / 100,00 |      |
| Eleitorado/Participação | Eleitorado/Participação           | 7 309 | 76,85 / 100,00  | 3,73 |

### Vieira do Minho
| Partido                 | Partido                           | Votos  | %               | +/-     |
| ----------------------- | --------------------------------- | ------ | --------------- | ------- |
|                         | Partido Social Democrata          | 3 920  | 44,26 / 100,00  | 4,70    |
|                         | Partido Socialista                | 1 938  | 21,88 / 100,00  | 9,84    |
|                         | Partido Renovador Democrático     | 905    | 10,22 / 100,00  | Novo    |
|                         | Centro Democrático Social         | 651    | 7,35 / 100,00   | 3,26    |
|                         | Aliança Povo Unido                | 623    | 7,03 / 100,00   | 0,06    |
|                         | Partido da Democracia Cristã      | 101    | 1,14 / 100,00   | 1,02    |
|                         | Partido Socialista Revolucionário | 101    | 1,14 / 100,00   | 0,32    |
|                         | PCTP/MRPP                         | 96     | 1,08 / 100,00   | 0,69    |
|                         | Outros                            | 158    | 1,79 / 100,00   |         |
| Votos Inválidos         | Votos Inválidos                   | 364    | 4,11 / 100,00   | Estável |
| Total                   | Total                             | 8 857  | 100,00 / 100,00 |         |
| Eleitorado/Participação | Eleitorado/Participação           | 12 527 | 70,70 / 100,00  | 1,59    |

### Vila Nova de Famalicão
| Partido                 | Partido                       | Votos  | %               | +/-   |
| ----------------------- | ----------------------------- | ------ | --------------- | ----- |
|                         | Partido Social Democrata      | 19 652 | 30,60 / 100,00  | 6,19  |
|                         | Partido Socialista            | 15 629 | 24,34 / 100,00  | 21,25 |
|                         | Partido Renovador Democrático | 12 983 | 20,22 / 100,00  | Novo  |
|                         | Centro Democrático Social     | 7 943  | 12,37 / 100,00  | 4,20  |
|                         | Aliança Povo Unido            | 4 829  | 7,52 / 100,00   | 1,01  |
|                         | Outros                        | 1 758  | 2,75 / 100,00   |       |
| Votos Inválidos         | Votos Inválidos               | 1 418  | 2,21 / 100,00   | 0,13  |
| Total                   | Total                         | 64 212 | 100,00 / 100,00 |       |
| Eleitorado/Participação | Eleitorado/Participação       | 78 580 | 81,72 / 100,00  | 2,95  |

### Vila Verde
| Partido                 | Partido                       | Votos  | %               | +/-   |
| ----------------------- | ----------------------------- | ------ | --------------- | ----- |
|                         | Partido Social Democrata      | 8 833  | 38,42 / 100,00  | 7,57  |
|                         | Centro Democrático Social     | 5 483  | 23,85 / 100,00  | 7,64  |
|                         | Partido Socialista            | 3 841  | 16,71 / 100,00  | 10,57 |
|                         | Partido Renovador Democrático | 2 489  | 10,83 / 100,00  | Novo  |
|                         | Aliança Povo Unido            | 721    | 3,14 / 100,00   | 0,37  |
|                         | Partido da Democracia Cristã  | 343    | 1,49 / 100,00   | 0,20  |
|                         | Outros                        | 580    | 2,52 / 100,00   |       |
| Votos Inválidos         | Votos Inválidos               | 703    | 3,05 / 100,00   | 0,08  |
| Total                   | Total                         | 22 993 | 100,00 / 100,00 |       |
| Eleitorado/Participação | Eleitorado/Participação       | 31 243 | 73,59 / 100,00  | 3,89  |